# Jacek Lyszczyna
Jacek Eugeniusz Lyszczyna (ur. 13 lipca 1954 w Chorzowie, zm. 20 lutego 2020 w Katowicach) – polski filolog, dziennikarz i tłumacz, prof. dr hab.

## Życiorys
W 1973 ukończył I Liceum Ogólnokształcące im. Mikołaja Kopernika w Katowicach. W 1977 ukończył studia filologii polskiej na Uniwersytecie Śląskim w Katowicach, 17 maja 1988 obronił pracę doktorską Twórczość poetycka Maurycego Gosławskiego, 19 czerwca 2001 habilitował się na podstawie pracy zatytułowanej Pielgrzym w kraju rozkoszy. O poezji Konstantego Gaszyńskiego. 31 stycznia 2008 nadano mu tytuł profesora w zakresie nauk humanistycznych.
Objął funkcję profesora w Instytucie Języków Romańskich i Translatoryki na Wydziale Filologicznym Uniwersytetu Śląskiego, oraz profesora zwyczajnego w  Instytucie Nauk o Literaturze Polskiej im. Ireneusza Opackiego  na Wydziale Filologicznym Uniwersytetu Śląskiego w Katowicach.
Był dziennikarzem Polskiej Agencji Prasowej.

## Nagrody
- 2007: Złota Odznaka „Za zasługi dla Uniwersytetu Śląskiego[1]
- 2009: Nagroda indywidualna I stopnia JM Rektora Uniwersytetu Śląskiego za działalność naukowo-badawczą[1]
- 2010: Złota Odznaka „Za zasługi dla Województwa Śląskiego[1]
- Nagroda indywidualna II stopnia JM Rektora Uniwersytetu Śląskiego za działalność naukowo-badawczą (2002, 2003, 2012)[1]

## Wybrane publikacje
- Poeta szczęsnej ziemi, ks. Norbert Bonczyk. Katowice 1994, ISBN 83-86023-28-7
- Twórczość poetycka Maurycego Gosławskiego. Katowice 1994, ISBN 83-226-0592-7
- Pielgrzym w kraju rozkoszy. O poezji Konstantego Gaszyńskiego. Katowice 2000, ISBN 83-226-1009-2
- Leksykon przypomnień. Literatura polskiego romantyzmu. Warszawa 2002.
- Na śląskim Parnasie. Poezja polska na Śląsku 1795-1922 wobec tradycji i współczesnych prądów literackich. Katowice 2002, ISBN 83-87819-07-7
- "Bóg jest z Napoleonem, Napoleon z nami". Mit Napoleona w literaturze polskiej XIX wieku. Katowice 2009, ISBN 978-83-88657-38-2
- Natura, historia, egzystencja. W poszukiwaniu romantycznego uniwersum. Katowice 2011, ISBN 978-83-226-2006-9
- Romantyczne lektury. Katowice 2013, ISBN 978-83-8012-572-8
- Cyprian Norwid. Poeta wieku XIX, Katowice 2016, ISBN 978-83-8012-878-1
- Wykłady z romantyzmu, Katowice 2019, ISBN 978-83-226-3675-6

## Wybrane tłumaczenia
- Federico Garcia Lorca Piosenka o chłopcu o siedmiu sercach, Warszawa 2017, ISBN 978-83-64648-58-8